# Steve Fletcher
Steve Fletcher (* 26. Juli 1972 in Hartlepool) ist ein ehemaliger englischer Fußballspieler, der mit großem Abstand die meisten Pflichtspiele für den AFC Bournemouth absolviert hat. Auch nach seinem Karriereende war Fletcher in unterschiedlichen Positionen für den AFC Bournemouth tätig. Fletcher, der selbst nie in der Premier League spielte, gilt den Fans des heutigen Premier-League-Vereins als Klub-Legende, da er mit einem Tor 2009 den sieben Jahre dauernden Aufstieg des Vereins aus der 4. Liga in die Premier League erst möglich machte.

## Karriere

### Bis 2008
Fletcher begann seine Karriere als Stürmer bei Hartlepool United, bevor er 1992 für 30.000 Pfund zum AFC Bournemouth wechselte, der damals in der 3. Liga (Second Division) spielte.  Er verbrachte 15 Jahre bei Bournemouth, bevor er Ende der Saison 2006/07 den Verein verließ, da der damalige Trainer nicht mehr auf ihn setzte. Er wechselte zum kurz zuvor abgestiegenen League Two-Team Chesterfield, bei dem er allerdings wenig Spielzeit bekam. Am Ende der Saison 2007/08 lehnte Fletcher eine Vertragsverlängerung mit Chesterfield aufgrund familiärer Verpflichtungen ab. Im Mai 2008 wechselte er ablösefrei zu Crawley Town und unterschrieb dort einen Einjahresvertrag.

### 2008–2011
Schon acht Monate später kehrte Fletcher aber gegen den Rat seiner Familie mit einem Vertrag bis zum Ende der Saison 2008/09 (und der Option auf Verlängerung um eine weitere Saison) nach Bournemouth zurück. Der Verein war in der Saison zuvor in die vierte Liga (League Two) abgestiegen und begann die Saison wegen Verstößen gegen die Lizenzauflagen mit 17 Punkten Abzug. Am 24. Februar 2009 bestritt Fletcher sein 500. Ligaspiel für Bournemouth mit einem 1:0-Sieg bei Dagenham & Redbridge. Am 25. April 2009 machte sich Fletcher dann für die Fans von Bournemouth unsterblich. Dem Verein drohte der erneute Abstieg und damit möglicherweise auch das Ende jeglichen Ligabetriebs. Im zweitletzten Spiel der Saison sicherte Fletcher aber gegen den direkten Konkurrenten um den Abstieg, Grimsby Town, elf Minuten vor dem Ende des Spiels mit seinem 100. Ligator zum 2:1 den Klassenerhalt. Ein Jahr später, im April 2010, benannte Bournemouth die Nordtribüne am Dean Court in Erinnerung an diesen wichtigen Sieg nach Steve Fletcher. Bis heute trägt die Nordtribüne des Stadions von Bournemouth den Namen von Fletcher.  Die Saison 2009/10 beendete Bournemouth auf Platz 2 und stieg wieder in die League One auf, woraufhin Fletcher, der in 45 Ligaspielen der Saison auf dem Platz stand, mit 37 Jahren einen Vertrag für eine weitere Saison erhielt. In der Saison 2010/11 absolvierte Fletcher noch 38 Ligaspiele für Bournemouth und unterschrieb im Januar 2011 einen Vertrag über zweieinhalb Jahre als spielender Co-Trainer. Aber schon im November 2011 kündigte er den Vertrag als Co-Trainer, da er sich auf seine Rolle als Spieler konzentrieren wollte.

### 2012–2013
Nach seinem Rücktritt als Assistenztrainer bekam Fletcher allerdings nur noch wenig Einsatzzeiten, sodass Fletcher im März 2012 bis zum Saisonende auf Leihbasis zu Plymouth Argyle in die 4. Liga wechselte. Fletcher gab sein Debüt bei einem 1:0-Sieg gegen Bradford City am 31. März und spielte in fünf weiteren Spielen, bei zwei davon stand er in der Startelf und half Plymouth den Klassenerhalt zu sichern. Fletcher kehrte noch vor dem letzten Ligaspiel der Saison nach Bournemouth zurück und stand dort am letzten Spieltag der Saison für Bournemouth gegen Preston North End auf dem Platz. In der Saison 2012/13 spielte Fletscher seine letzten elf Spiele für Bournemouth. Am Ende der Saison stieg Bournemouth in die EFL Championship auf.

### Karriereende und Zeit als Trainer
Mit 41 Jahren beendete Fletcher nach der Saison 2012/13 seine Karriere. Nach eigener Aussage hatte er zunächst gehofft, noch einmal für ein Jahr verlängern zu können. Da aber kaum Aussicht bestand, dass er in der 2. Liga noch zu Spielzeiten kommen würde, überzeugte ihn sein Trainer, in eine andere Funktion beim Verein zu wechseln. Mit über 500, über 600 oder sogar über 700 (Pflicht-)Spielen ist Fletscher auch heute noch Rekordspieler des AFC Bournemouth.
Nach seinem Karriereende als Spieler war er zunächst als Scout und Co-Trainer für Bournemouth tätig. Ab 2014 gehörte er dann als Technik-Trainer zum Trainerstab des Vereins. Dabei arbeitete er in acht Spielzeiten unter fünf Trainern (Eddie Howe, Jason Tindall, Jonathan Woodgate, Scott Parker und Gary O’Neil) und blieb bis 2023 bei jedem Trainerwechsel weiter Teil des Trainer-Teams. Seit Sommer 2023, dem Amtsantritt von Andoni Iraola als neuer Trainer von Bournemouth, gehört Fletcher nicht mehr zum Trainerstab, ist aber als Spielerbeauftragter und Vereinsbotschafter weiter für Bournemouth tätig.

### Tom Finney Award
2014 erhielt Fletcher als erster Spieler den Sir Tom Finney Award der EFL. Laut eigener Aussage war diese Auszeichnung für Fletcher auch deshalb eine besondere Ehre, da sein Großvater Jack Howe, der Fletcher als Kind die ersten Fußballtricks beibrachte, in den späten 40er Jahren dreimal zusammen mit Tom Finney in der englischen Nationalmannschaft gespielt hatte.